# Exakte Differentialgleichung
Eine exakte (oder vollständige) Differentialgleichung ist eine gewöhnliche Differentialgleichung der Form
{\displaystyle \ p(x,y(x))+q(x,y(x)){\frac {{\rm {d}}y(x)}{{\rm {d}}x}}=0},
bei der es eine stetig differenzierbare Funktion {\displaystyle \Phi (x,y)} gibt, so dass gilt
{\displaystyle {\frac {\partial \Phi (x,y)}{\partial x}}=p(x,y)}   und   {\displaystyle {\frac {\partial \Phi (x,y)}{\partial y}}=q(x,y)}.
Eine solche Funktion {\displaystyle \Phi } heißt dann Potentialfunktion des Vektorfelds {\displaystyle (p,q)}.

## Einführung
Die Differentialgleichung {\displaystyle \textstyle p(x,y)+q(x,y){\frac {{\rm {d}}y}{{\rm {d}}x}}(x)=0}
wird durch die Trennung der Variablen gerne in der Darstellung
{\displaystyle p(x,y)\mathrm {d} x+q(x,y)\mathrm {d} y=0}
angegeben. Der Vorteil dieser Darstellung liegt darin begründet, dass die linke Seite der Differentialgleichung – also {\displaystyle p(x,y)\mathrm {d} x+q(x,y)\mathrm {d} y} – als Bestandteil eines totalen Differentials aufgefasst werden kann, mit
{\displaystyle \mathrm {d} \Phi (x,y)=p(x,y)\mathrm {d} x+q(x,y)\mathrm {d} y}.
Hierbei übernimmt die Funktion {\displaystyle \Phi (x,y)} die Bedeutung eines Skalarpotentials mit der Bedingung {\displaystyle {\frac {\partial \Phi }{\partial x}}(x,y)=p(x,y)} sowie {\displaystyle {\frac {\partial \Phi }{\partial y}}(x,y)=q(x,y)}. Demnach muss es ein Vektorfeld geben, welches aus dem Gradienten des Skalarpotentials gebildet werden kann, also
{\displaystyle {\begin{pmatrix}p(x,y)\\q(x,y)\end{pmatrix}}=\nabla \Phi (x,y)}.
Sind {\displaystyle p} und {\displaystyle q} stetig partiell differenzierbar und ist der Definitionsbereich von {\displaystyle p} und {\displaystyle q} ein einfach zusammenhängendes Gebiet {\displaystyle U\subseteq \mathbb {R} ^{2}}, so gibt es genau dann ein Skalarpotential {\displaystyle \Phi }, wenn die sogenannte Integrabilitätsbedingung
{\displaystyle {\frac {\partial q}{\partial x}}(x,y)={\frac {\partial p}{\partial y}}(x,y)}
erfüllt ist. Denn für die zweifach stetig partiell differenzierbare Funktion {\displaystyle \Phi (x,y)} gilt nach dem Satz von Schwarz:
{\displaystyle {\frac {\partial ^{2}\Phi }{\partial x\partial y}}(x,y)={\frac {\partial p}{\partial y}}(x,y)={\frac {\partial q}{\partial x}}(x,y)={\frac {\partial ^{2}\Phi }{\partial y\partial x}}(x,y)}.
Die Integrabilitätsbedingung kann auch so interpretiert werden, dass die Rotation des Vektorfeldes {\displaystyle (p,q)} auf einem einfach zusammenhängenden Gebiet verschwinden muss: Wenn das der Fall ist, dann existiert ein Skalarpotential {\displaystyle \Phi }.
Wird andererseits die rechte Seite der Differentialgleichung {\displaystyle p(x,y)\mathrm {d} x+q(x,y)\mathrm {d} y=0} mit dem totalen Differential der Funktion {\displaystyle \Phi (x,y)} verknüpft, so ergibt sich eine Pfaffsche Form in der Darstellung {\displaystyle \mathrm {d} \Phi (x,y)=0} und nach einer beidseitigen Integration der Gleichung folgt
{\displaystyle \int \mathrm {d} \Phi (x,y)=\Phi (x,y)=C}.
Somit wird anschaulich, dass es eine Konstante {\displaystyle C} geben muss, die für alle {\displaystyle x,y} die Funktion {\displaystyle \Phi (x,y)} erfüllt. Die Lösung {\displaystyle \Phi (x,y)=C} ist daher die Anfangsbedingung der Differentialgleichung und stellt eine Äquipotentiallinie dar.
{\displaystyle \Phi (x,y)} wird im Zusammenhang mit der exakten Differentialgleichung auch als Erstes Integral bezeichnet.

## Definition
In einem einfach zusammenhängenden Gebiet {\displaystyle U\subseteq \mathbb {R} ^{2}} ist eine exakte Differentialgleichung gegeben durch
{\displaystyle p(x,y)\,\mathrm {d} x+q(x,y)\,\mathrm {d} y=0}
wenn folgende Voraussetzungen gelten:
- Die Funktionen {\displaystyle p,q\colon U\to \mathbb {R} } sind stetig partiell differenzierbar.

- Die Integrabilitätsbedingung {\displaystyle {\frac {\partial p}{\partial y}}={\frac {\partial q}{\partial x}}} ist erfüllt.

- Es existiert ein zweifach stetig partiell differenzierbares Skalarpotential {\displaystyle \Phi (x,y)}, so dass {\displaystyle {\frac {\partial \Phi }{\partial x}}(x,y)=p(x,y)} sowie {\displaystyle {\frac {\partial \Phi }{\partial y}}(x,y)=q(x,y)} gilt.

- Es ist ein Anfangswert {\displaystyle \Phi (x_{0},y_{0})=C} vorgegeben.

## Lösungsmethode
Um die exakte Differentialgleichung zu lösen, ist es erforderlich, das Skalarpotential {\displaystyle \Phi (x,y)} wie folgt zu ermitteln:
- Integrabilitätsbedingung: Die Differentialgleichung ist exakt, wenn die Integrabilitätsbedingung

{\displaystyle {\frac {\partial p}{\partial y}}(x,y)={\frac {\partial q}{\partial x}}(x,y)}
erfüllt ist. Falls dies nicht der Fall ist, kann die Differentialgleichung eventuell mittels eines integrierenden Faktors gelöst werden.
- Erstes Integral: Wenn eine exakte Differentialgleichung vorliegt, wird mittels Integration aus der Beziehung

{\displaystyle {\frac {\partial \Phi }{\partial x}}(x,y)=p(x,y)}
das Skalarpotential zu
{\displaystyle \Phi (x,y)=\int p(x,y)\mathrm {d} x+\varphi (y)}
bestimmt. Dabei ist {\displaystyle \varphi (y)} eine von {\displaystyle x} unabhängige Integrationskonstante, die jedoch bzgl. {\displaystyle y} variabel ist. Insofern ist das Skalarpotential bis auf eine unbekannte Funktion {\displaystyle \varphi (y)} bestimmt. Um nun die noch unbekannte Funktion {\displaystyle \varphi (y)} zu ermitteln, wird die Integrabilitätsbedingung in der Integraldarstellung genutzt. Durch Integration von
{\displaystyle {\frac {\partial p}{\partial y}}(x,y)={\frac {\partial q}{\partial x}}(x,y)}
erhält man
{\displaystyle {\frac {\partial }{\partial y}}\int p(x,y)\mathrm {d} x+{\frac {\mathrm {d} \varphi (y)}{\mathrm {d} y}}={\frac {\partial }{\partial x}}\int q(x,y)\mathrm {d} x=q(x,y)\,,}
wobei die rechte Seite der Gleichung {\displaystyle q(x,y)} liefert. Nach Umformen folgt
{\displaystyle {\frac {\mathrm {d} \varphi (y)}{\mathrm {d} y}}=q(x,y)-{\frac {\partial }{\partial y}}\int p(x,y)\mathrm {d} x\,.}
Durch nochmalige Integration ergibt sich
{\displaystyle \varphi (y)=\int \mathrm {d} \varphi (y)=\int \left(q(x,y)-{\frac {\partial }{\partial y}}\int p(x,y)\mathrm {d} x\right)\mathrm {d} y}
und somit lautet eine Lösung des gesuchten Skalarpotentials
{\displaystyle {\begin{aligned}\Phi (x,y)&=\int p(x,y)\mathrm {d} x+\int \left(q(x,y)-{\frac {\partial }{\partial y}}\int p(x,y)\mathrm {d} x\right)\mathrm {d} y\\&=\int p(x,y)\mathrm {d} x+\varphi (y)\;.\end{aligned}}}
Die Stammfunktion {\displaystyle \Phi (x,y)} wird auch als Erstes Integral der exakten Differentialgleichung bezeichnet.
- Anfangsbedingung: Bei allen zuvor durchgeführten Integrationen blieb die Integrationskonstante unberücksichtigt, da diese aus dem Anfangswert berechnet wird. Da neben der exakten Differentialgleichung für die Lösung ein Anfangswert nötig ist, kann nun mit {\displaystyle \Phi (x_{0},y_{0})=C} das Skalarpotential {\displaystyle \Phi (x,y)} ermittelt werden.

- Ohne Anfangswert: Ist der Anfangswert {\displaystyle \Phi (x_{0},y_{0})} nicht bekannt, so ergibt die Differentialgleichung {\displaystyle {\frac {\mathrm {d} \Phi }{\mathrm {d} y}}(x,y)=0} die Lösung {\displaystyle \Phi (x,y)=C}. Diese Anfangsbedingung liefert dann, eingesetzt in das Erste Integral, die gewünschte Lösung der exakten Differentialgleichung

{\displaystyle C=\int p(x,y)\mathrm {d} x+\varphi (y)\;.}
- Mit Anfangswert: Ist ein Anfangswert {\displaystyle \Phi (x_{0},y_{0})} vorgegeben, so muss die Gleichung {\displaystyle \Phi (x,y)=\Phi (x_{0},y_{0})} erfüllt sein. Dieser Anfangswert liefert dann, eingesetzt in das Erste Integral, die gewünschte Lösung der exakten Differentialgleichung

{\displaystyle \Phi (x_{0},y_{0})=\int p(x,y)\mathrm {d} x+\varphi (y)\;.}
- einfach zusammenhängendes Gebiet: Schlussendlich ist zu prüfen, ob die Lösung ein einfach zusammenhängendes Gebiet abdeckt. Falls dies nicht der Fall ist, muss geprüft werden, ob durch geeignete Restriktionen die Lösung auf ein einfach zusammenhängendes Gebiet reduziert werden kann.

Beispiel

Lemniskate von Gerono: Lösungsmenge von

Es soll die exakte Differentialgleichung der Lemniskate von Gerono berechnet werden. Es wird also die Differentialgleichung
{\displaystyle (4x^{3}-2x)\mathrm {d} x+2y\,\mathrm {d} y=0}
mit dem Anfangswert {\displaystyle \Phi (1,0)=0} betrachtet.
Demnach ist
{\displaystyle p(x,y)=4x^{3}-2x\qquad q(x,y)=2y}
und die Integrabilitätsbedingung ergibt
{\displaystyle {\frac {\partial p}{\partial y}}=0\qquad \;\,{\frac {\partial q}{\partial x}}=0}.
Die Differentialgleichung ist also exakt und das Erste Integral kann sofort bestimmt werden. Dazu wird zunächst {\displaystyle \varphi (y)} berechnet
{\displaystyle {\begin{aligned}\varphi (y)&=\int \left(q-{\frac {\partial }{\partial y}}\int p\,\mathrm {d} x\right)\mathrm {d} y\\&=\int 2y\,\mathrm {d} y-\int {\frac {\partial }{\partial y}}\int \left(4x^{3}-2x\right)\mathrm {d} x\,\mathrm {d} y\\\\&=\int 2y\,\mathrm {d} y-\int \underbrace {{\frac {\partial }{\partial y}}\left(x^{4}-x^{2}\right)} _{=0}\mathrm {d} y\\&=y^{2}\;.\end{aligned}}}
Somit ist {\displaystyle \varphi (y)=y^{2}} und das zweite Integral verschwindet, da der Integrand nicht von {\displaystyle y} abhängig ist. Die Integrationskonstanten werden, wie zuvor ausgeführt, nicht berücksichtigt. Unter dieser Voraussetzung lässt sich das Erste Integral bestimmen zu
{\displaystyle {\begin{aligned}\Phi (x,y)&=\int p\,\mathrm {d} x+\varphi (y)\\&=\int \left(4x^{3}-2x\right)\mathrm {d} x+y^{2}\\&=x^{4}-x^{2}+y^{2}\;.\end{aligned}}}
Mit {\displaystyle \Phi (x,y)=C=\Phi (1,0)} und dem Anfangswert {\displaystyle \Phi (1,0)=0} ergibt sich als Lösung der impliziten Kurve
{\displaystyle x^{4}-x^{2}+y^{2}=0}.

## Integrierende Faktoren
Für eine gewöhnliche Differentialgleichung der Form {\displaystyle \ p(x,y)+q(x,y){\tfrac {{\rm {d}}y}{{\rm {d}}x}}=0}, welche die Integrabilitätsbedingung {\displaystyle {\tfrac {\partial p}{\partial y}}={\tfrac {\partial q}{\partial x}}} nicht erfüllt, gibt es (unter gewissen Regularitätsbedingungen) stets eine nullstellenfreie stetig differenzierbare Funktion {\displaystyle \mu (x,y)\neq 0} derart, dass
{\displaystyle \mu (x,y)p(x,y)+\mu (x,y)q(x,y){\frac {{\rm {d}}y}{{\rm {d}}x}}=0}
eine exakte Differentialgleichung wird. In diesem Fall wird {\displaystyle \mu } als integrierender Faktor oder eulerscher Multiplikator bezeichnet. Da {\displaystyle \mu } nach Definition niemals Null wird, hat die exakte Differentialgleichung dieselben Lösungen wie vor der Multiplikation mit {\displaystyle \mu .} Dabei ist {\displaystyle \mu (x,y)} genau dann ein integrierender Faktor, wenn die Integrabilitätsbedingung in der Darstellung
{\displaystyle {\frac {\partial \mu p}{\partial y}}={\frac {\partial \mu q}{\partial x}}}
erfüllt wird.
Es ist normalerweise schwierig, diese partielle Differentialgleichung allgemein zu lösen. Da man aber nur eine spezielle Lösung {\displaystyle \mu (x,y)} benötigt, wird man versuchen, mit speziellen Ansätzen für {\displaystyle \mu (x,y)} eine Lösung zu finden. Solche Ansätze könnten beispielsweise lauten:
{\displaystyle \mu =\mu (x),\quad \mu =\mu (y),\quad \mu =\mu (x+y),\quad \mu =\mu (xy)}.
Für eine exakte Differentialform mit Potential {\displaystyle \Phi (x,y)} ist jede nullstellenfreie Funktion F({\displaystyle \Phi }) des Potentials ein integrierender Faktor. Wenn man für eine nicht-exakte Differentialform einen integrierenden Faktor {\displaystyle \mu } gefunden hat, und damit ein Potential, dann ist auch F({\displaystyle \Phi }){\displaystyle \mu } ebenfalls ein integrierender Faktor.

### Integrierender Faktorµ(x) undµ(y)
Ein einfaches Beispiel für einen integrierenden Faktor {\displaystyle \mu } ist dann gegeben, wenn dieser nur von einer Variablen {\displaystyle x} oder {\displaystyle y} abhängt.
Zunächst wird der Fall betrachtet, bei dem der integrierende Faktor nur von {\displaystyle x} abhängig ist und infolge dessen {\displaystyle {\tfrac {\partial \mu }{\partial y}}=0} ist. Unter dieser Voraussetzung ergibt die Integrabilitätsbedingung
{\displaystyle {\frac {\partial \mu p}{\partial y}}={\frac {\partial \mu q}{\partial x}}}
im Zusammenhang mit der Produktregel folgende Darstellung
{\displaystyle \mu {\frac {\partial p}{\partial y}}=\mu {\frac {\partial q}{\partial x}}+q{\frac {\partial \mu }{\partial x}}}
und nach Umformen folgt
{\displaystyle q{\frac {\partial \mu }{\partial x}}=\mu \left({\frac {\partial p}{\partial y}}-{\frac {\partial q}{\partial x}}\right)\,,}
was sich auch schreiben lässt als
{\displaystyle {\frac {1}{\mu }}{\frac {\partial \mu }{\partial x}}={\frac {1}{q}}\left({\frac {\partial p}{\partial y}}-{\frac {\partial q}{\partial x}}\right)\,.}
Die Kettenregel für die logarithmische Ableitung liefert schließlich
{\displaystyle {\frac {\partial \ln \mu }{\partial x}}={\frac {1}{q}}\left({\frac {\partial p}{\partial y}}-{\frac {\partial q}{\partial x}}\right)\,.}
Beidseitige Integration dieser Gleichung ergibt unter Auslassung der Integrationskonstanten
{\displaystyle \ln \mu =\int {\frac {1}{q}}\left({\frac {\partial p}{\partial y}}-{\frac {\partial q}{\partial x}}\right)\mathrm {d} x}
oder
{\displaystyle \mu (x)=\exp \left(\int {\frac {1}{q}}\left({\frac {\partial p}{\partial y}}-{\frac {\partial q}{\partial x}}\right)\mathrm {d} x\right)=\exp \left(\int f(x)\,\mathrm {d} x\right)\,.}
Demnach ist der integrierende Faktor {\displaystyle \mu (x)} nur von {\displaystyle x} abhängig, wenn folgender Ausdruck nur eine Funktion von {\displaystyle x} ist:
{\displaystyle {\frac {1}{q}}\left({\frac {\partial p}{\partial y}}-{\frac {\partial q}{\partial x}}\right)=f(x).}
Auf die gleiche Weise lässt sich zeigen, dass der integrierende Faktor {\displaystyle \mu (y)} nur von {\displaystyle y} abhängt, wenn
{\displaystyle -{\frac {1}{p}}\left({\frac {\partial p}{\partial y}}-{\frac {\partial q}{\partial x}}\right)=f(y)}
nur eine {\displaystyle y}-Abhängigkeit hat und der integrierende Faktor lautet dann
{\displaystyle \mu (y)=\exp \left(-\int {\frac {1}{p}}\left({\frac {\partial p}{\partial y}}-{\frac {\partial q}{\partial x}}\right)\mathrm {d} y\right)=\exp \left(\int f(y)\,\mathrm {d} y\right)\,.}
Beispiel
Ausgehend von der Differentialgleichung
{\displaystyle 2y^{2}\mathrm {d} x+2xy\mathrm {d} y=0}
mit
{\displaystyle p(x,y)=2y^{2}\qquad q(x,y)=2xy}
und
{\displaystyle {\frac {\partial p}{\partial y}}=4y\qquad \quad \;\;{\frac {\partial q}{\partial x}}=2y}
wird erkennbar, dass die Integrabilitätsbedingung nicht erfüllt ist. Da {\displaystyle p} nur von {\displaystyle y} abhängt, ist es sinnvoll den integrierenden Faktor so zu wählen, dass {\displaystyle \mu (x)} nur von {\displaystyle x} abhängig ist und somit
{\displaystyle f(x)={\frac {1}{q}}\left({\frac {\partial p}{\partial y}}-{\frac {\partial q}{\partial x}}\right)={\frac {1}{2xy}}\left(4y-2y\right)={\frac {1}{x}}\;.}
Also lautet der integrierende Faktor
{\displaystyle \mu (x)=\exp \left(\int f(x)\,\mathrm {d} x\right)=\exp \left(\int {\frac {1}{x}}\,\mathrm {d} x\right)=\exp \left(\ln(x)\right)=x\;.}

### Integrierender Faktorμ(x+y)
Hängt {\displaystyle f\;{\stackrel {\mathrm {def} }{=}}{\frac {1}{p-q}}\left({\frac {\partial p}{\partial y}}-{\frac {\partial q}{\partial x}}\right)} von {\displaystyle x+y} ab, so lautet der integrierende Faktor
{\displaystyle \mu (x+y)=\exp \left(-\int {\frac {1}{p-q}}\left({\frac {\partial p}{\partial y}}-{\frac {\partial q}{\partial x}}\right)\mathrm {d} x-\int {\frac {1}{p-q}}\left({\frac {\partial p}{\partial y}}-{\frac {\partial q}{\partial x}}\right)\mathrm {d} y\right)\;{\stackrel {\mathrm {def} }{=}}\exp \left(-\int f(t)\mathrm {d} t\right){\bigg |}_{t=x+y}\,.}
Beweis
Es ist
{\displaystyle {\begin{aligned}{\frac {\partial \mu p}{\partial y}}&=\mu {\frac {\partial p}{\partial y}}+p{\frac {\partial \mu }{\partial y}}=\exp \left(-\int f(t)\mathrm {d} t\right){\bigg |}_{t=x+y}{\frac {\partial p}{\partial y}}-f(x+y)\exp \left(-\int f(t)\mathrm {d} t\right){\bigg |}_{t=x+y}p\\\\&=\exp \left(-\int f(t)\mathrm {d} t\right){\bigg |}_{t=x+y}\left({\frac {\partial p}{\partial y}}-{\frac {p}{p-q}}\left({\frac {\partial p}{\partial y}}-{\frac {\partial q}{\partial x}}\right)\right)\end{aligned}}}
und auf die gleiche Weise ergibt sich
{\displaystyle {\begin{aligned}{\frac {\partial \mu q}{\partial x}}&=\mu {\frac {\partial q}{\partial x}}+q{\frac {\partial \mu }{\partial x}}=\exp \left(-\int f(t)\mathrm {d} t\right){\bigg |}_{t=x+y}{\frac {\partial q}{\partial x}}-f(x+y)\exp \left(-\int f(t)\mathrm {d} t\right){\bigg |}_{t=x+y}q\\\\&=\exp \left(-\int f(t)\mathrm {d} t\right){\bigg |}_{t=x+y}\left({\frac {\partial q}{\partial x}}-{\frac {q}{p-q}}\left({\frac {\partial p}{\partial y}}-{\frac {\partial q}{\partial x}}\right)\right)\;.\end{aligned}}}
Wird nun die Integrabilitätsbedingung in die Darstellung {\displaystyle \textstyle {\frac {\partial \mu p}{\partial y}}-{\frac {\partial \mu q}{\partial x}}=0} gebracht, so folgt
{\displaystyle {\begin{aligned}{\frac {\partial \mu p}{\partial y}}-{\frac {\partial \mu q}{\partial x}}&=\exp \left(-\int f(t)\mathrm {d} t\right){\bigg |}_{t=x+y}\left({\frac {\partial p}{\partial y}}-{\frac {\partial q}{\partial x}}-{\frac {p}{p-q}}\left({\frac {\partial p}{\partial y}}-{\frac {\partial q}{\partial x}}\right)+{\frac {q}{p-q}}\left({\frac {\partial p}{\partial y}}-{\frac {\partial q}{\partial x}}\right)\right)\\\\&=\exp \left(-\int f(t)\mathrm {d} t\right){\bigg |}_{t=x+y}\left({\frac {\partial p}{\partial y}}-{\frac {\partial q}{\partial x}}-{\frac {p-q}{p-q}}\left({\frac {\partial p}{\partial y}}-{\frac {\partial q}{\partial x}}\right)\right)\\\\&=\exp \left(-\int f(t)\mathrm {d} t\right){\bigg |}_{t=x+y}\left({\frac {\partial p}{\partial y}}-{\frac {\partial q}{\partial x}}-{\frac {\partial p}{\partial y}}+{\frac {\partial q}{\partial x}}\right)\\\\&=0\end{aligned}}}